# 云顶隧道
云顶隧道位于遂成铁路（沪汉蓉快速客运通道遂成段）淮口南-石板滩区间，穿越龙泉山脉中段云顶山，全长7.858公里，全线贯通于2008年12月21日。
本隧道是遂成铁路的重点控制工程，是成遂渝铁路最长隧道、截止通车时为止国内最长的高瓦斯隧道。

## 工程特性
本隧道施工时瓦斯浓度极高，最高可达98%。通车后瓦斯浓度仍然过高，导致隧道内长期限速慢行80km/h，于2020年整治完毕恢复正常限速200km/h。

## 施工方法
本隧道施工采取了巷道式通风方案，与正洞平行30米处设一座全长7872米的辅助导坑，每隔250米打一个与正洞连通的横洞，施工期间为隧道通风，运营时作为救援通道。为了防止易燃易爆等危险气体溢出，特地设置了3道封闭措施：一是开挖后快速施作初期支护，用湿喷混凝土封闭瓦斯气体的溢出；二是模注混凝土前安装瓦斯隔离板，彻底封住瓦斯气体；三是采用气密性混凝土，防止瓦斯气体从混凝土中渗出。施工中配置了防爆轴流通风机，使掌子面放炮后5至10分钟即可换上清洁的空气。同时制定以防治瓦斯、防火、巷道式通风、规范用电为主要内容的 《瓦斯隧道施工安全管理规定》，形成了以安全方案为主的施工组织方案。

## 病害整治
云顶隧道由于病害（整体道床上拱及大量裂缝、瓦斯浓度过高）长期限速慢行80km/h，2020年2月3日成都市青白江区发生5.1级地震，震中位于云顶隧道附近，加剧隧道病害，加之新型冠状病毒疫情期间大批列车停运为线路全面整治提供前所未有的机会，因此2020年2月中旬云顶隧道开始进行半封闭施工，施工期间经由遂成线的普速客车及CR200J动车组改经老达成线运行，动力分散动车组缩短至自遂渝铁路遂宁站始发运行，遂成铁路客运暂时停运，仅运行货运列车，2020年4月10日完成修复恢复正常客运列车运营。